# Raffaele Baldassarre
Raffaele Baldassarre, né le 23 septembre 1956 à Lecce et mort le 10 novembre 2018 à Cavallino, est un député européen italien membre du Peuple de la liberté, puis de Forza Italia, dont il est chef de la délégation au Parlement européen.

## Biographie

### Carrière politique
Député européen de 2009 à 2014, Raffaele Baldassarre fait partie du groupe du Parti populaire européen. Il est vice-président de la commission des affaires juridiques et membre de la délégation pour les relations avec l'Albanie, la Bosnie-Herzégovine, la Serbie, le Monténégro et le Kosovo.
En juin 2013, le journaliste néerlandais Tom Staal met en lumière les pratiques de certains eurodéputés qui consistent à venir au Parlement européen afin de recevoir leur ticket de 306 €, censé couvrir leurs frais journaliers. Lors du reportage, l'on y voit Raffaele Baldassarre venir au Parlement vers 18 heures et repartir 5 minutes plus tard après avoir signé ledit document et cela sans être venu de la journée. Ce reportage met le doigt sur les dérives de certains eurodéputés, du manque de contrôle de l'Union européenne sur ses dépenses et sur son manque de transparence en général.